# Partenrederij

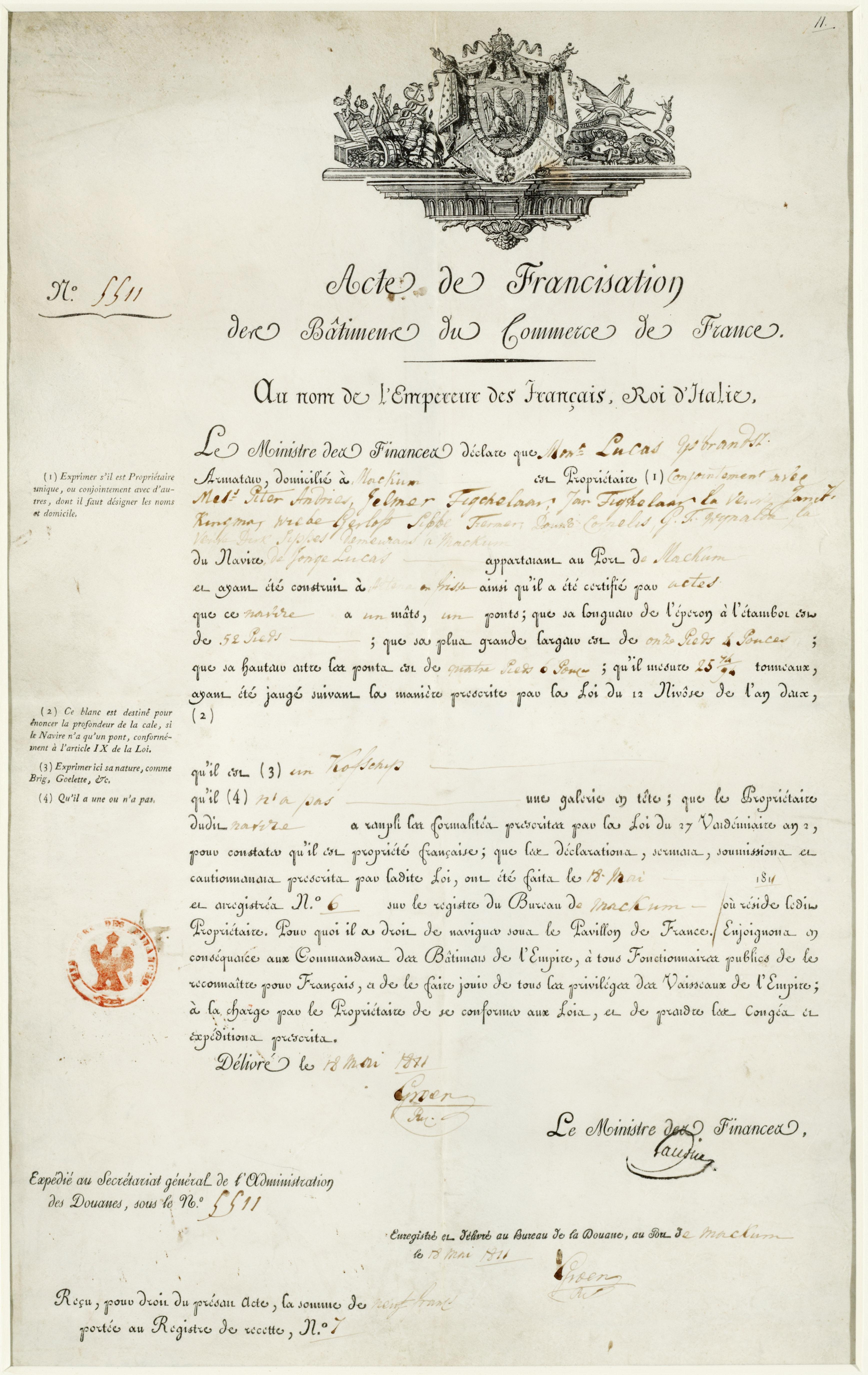
Overeenkomst partenrederij kofschip De Jonge Johanna, 1811

Een partenrederij is een ondernemingsvorm waarbij eigendom en exploitatie van een schip over meerdere personen verdeeld is. Zij bezitten elk een deel (part) van het vaartuig en hebben recht op een evenredig deel van de opbrengst. De constructie ontstond in de vijftiende eeuw en werd al snel door (lokale) wetgeving gereguleerd en ondersteund.
Partenrederij is een vorm van coöperatie met als hoofddoel risicospreiding, daar verliezen op zee ten gevolge van oorlog, piraterij en weersomstandigheden in de tijd van ontstaan nog aanzienlijk waren. Ook was het een mogelijkheid voor kleine investeerders om aan ondernemingen deel te nemen en bood het een oplossing voor een gebrek aan kapitaal in de sterk groeiende economie van de Lange Gouden Eeuw (circa 1588-1700). Daarnaast hield de opkomst van grotere scheepstypen investeringen in, die nauwelijks meer door individuen was op te brengen. Een partenrederij kon aangegaan worden voor één reis, maar meestal ging het om een langere exploitatie.

## Investeerders
De investeerders brachten gelijke of ongelijke kapitalen in, waarbij verdelingen tot en met 1/32 of zelfs 1/64 zeer gangbaar waren. Zij deelden in winst, verlies en aansprakelijkheid in verhouding tot hun investering. Aanvankelijk was de schipper vrijwel altijd een van de investeerders, die daarnaast in loondienst verantwoordelijk was voor de operationele leiding van het schip. De andere reders speelden daarin doorgaans geen rol, zij brachten slechts het vermogen in. Vanaf de zestiende eeuw verdween de schipper gaandeweg als mede-eigenaar en werd hij een zetschipper, in dienst van de reders. Een van de reders, doorgaans de grootste aandeelhouder, leidde voortaan de onderneming. Hij werd de boekhouder genoemd en onderhield contacten met leveranciers en afnemers.
Vaak waren toeleveringsbedrijven en personen die daar werkten houders van parten. Ook was het gebruikelijk dat de schippersvrouw een part in bezit had.

## Toepassing elders
Niet alleen in de zeevaart werd partenrederij toegepast, maar ook in de binnenvaart was het niet ongebruikelijk. De constructie werd allengs zo populair dat ze ook aangewend werd voor bijvoorbeeld de exploitatie van papiermolens en bij ontginningen.
Toen in de negentiende eeuw de stoomvaart opkwam, betekende dat opnieuw investeringen van een omvang die individuen nauwelijks konden opbrengen. Dit leidde tot een hernieuwde interesse in deze ondernemingsvorm. Hoewel modernere ondernemingsvormen de partenrederij zo goed als hebben verdrongen, bestaat ze tot op heden.